# Distretto di Huachocolpa (Tayacaja)
Il distretto di Huachocolpa è uno dei sedici distretti della provincia di Tayacaja, in Perù. Si trova nella regione di Huancavelica e si estende su una superficie di 292 chilometri quadrati.